# 富山県立雄山高等学校
富山県立雄山高等学校（とやまけんりつ おやまこうとうがっこう、英: Toyama Prefectural Oyama High School）は、富山県中新川郡立山町前沢にある公立の高等学校。

## 概要
基となる旧制中等学校はなく、地元当局や地元住民の要望によって新設された高等学校である。

## 設置学科
- 普通科
- 生活文化科

## 沿革
- 1948年（昭和23年）9月1日 - 定時制の富山県立雄山高等学校設立認可[1]。
- 1949年（昭和24年）4月 - 通常制の普通科を設置し、富山県立雄山高等学校が開校[1]。
- 1951年（昭和26年）- 家庭科設置。同時に校舎を現在地（旧富山青年師範学校校舎）に移転[2]。
- 1958年（昭和33年）- 定時制普通科募集停止。
- 1963年（昭和38年）- 商業科設置[2]。
- 1979年（昭和54年）- 新校舎竣工[2]。
- 1981年（昭和56年）- 南校舎改築工事竣工[2]。
- 1986年（昭和61年）- 体育館床全面改修、校舎増築工事（南館）竣工。
- 1987年（昭和62年）- 体育館天井一部貼替工事。
- 1989年（平成元年）- 第2体育館竣工、運動場改修、テニスコート整備。
- 1990年（平成2年）- 運動クラブ部室竣工、自転車置場新設。
- 1993年（平成5年）- セミナーハウス「柏葉会館」竣工、国旗掲揚塔新築。
- 1996年（平成8年）- 家政科を募集停止[2]し、生活文化科に学科改編。
- 1998年（平成10年）- 第1体育館改修、耐震補強工事竣工、家政科閉科。
- 2002年（平成14年）- 商業科募集停止。
- 2004年（平成16年）- 記念碑建立「商学の道」建立、商業科閉科[2]。
- 2006年（平成18年）- グランド防球ネット増設工事・トレーニングルーム竣工。
- 2009年（平成21年）- 管理棟・南館屋上防水工事竣工。
- 2010年（平成22年）- 北館外装改修工事竣工。
- 2013年（平成25年）- 南館耐震補強工事完了。
- 2014年（平成26年）- 南校舎3・4階東トイレ改修工事、南校舎南面・西面外壁改修工事完了。
- 2015年（平成27年）- 北校舎・管理棟耐震補強工事完了。

## 部活動
- 運動部 - 野球、サッカー、卓球、スキー、テニス、弓道、ソフトボール（女）、バスケットボール（男・女）、バレーボール（女）、バドミントン（女）
- 文化部 - 吹奏楽、美術、英語、編集、パソコン、放送、茶道

## 校歌
作詞：尾上八郎、作曲：小出浩平

## 出身者
- 中村啓子（ナレーター）
- 野尻あずさ（陸上競技選手）
- 花岡萌（アルペンスキー選手）
- 川除大輝（パラノルディックスキー選手）